# Gift-Lattich
Der Gift-Lattich (Lactuca virosa), auch Wilder Lattich, Stinklattich oder Stinksalat genannt, ist ein naher Verwandter des Kopfsalats, eine Art aus der Gattung Lattiche (Lactuca) innerhalb der Familie der Korbblütler (Asteraceae). Seine Laubblätter und der getrocknete Milchsaft, das Lactucarium, können in hohen Dosierungen giftig sein und wurde bis vor 100 Jahren als Beruhigungsmittel und als Opiumersatz verwendet.

## Beschreibung

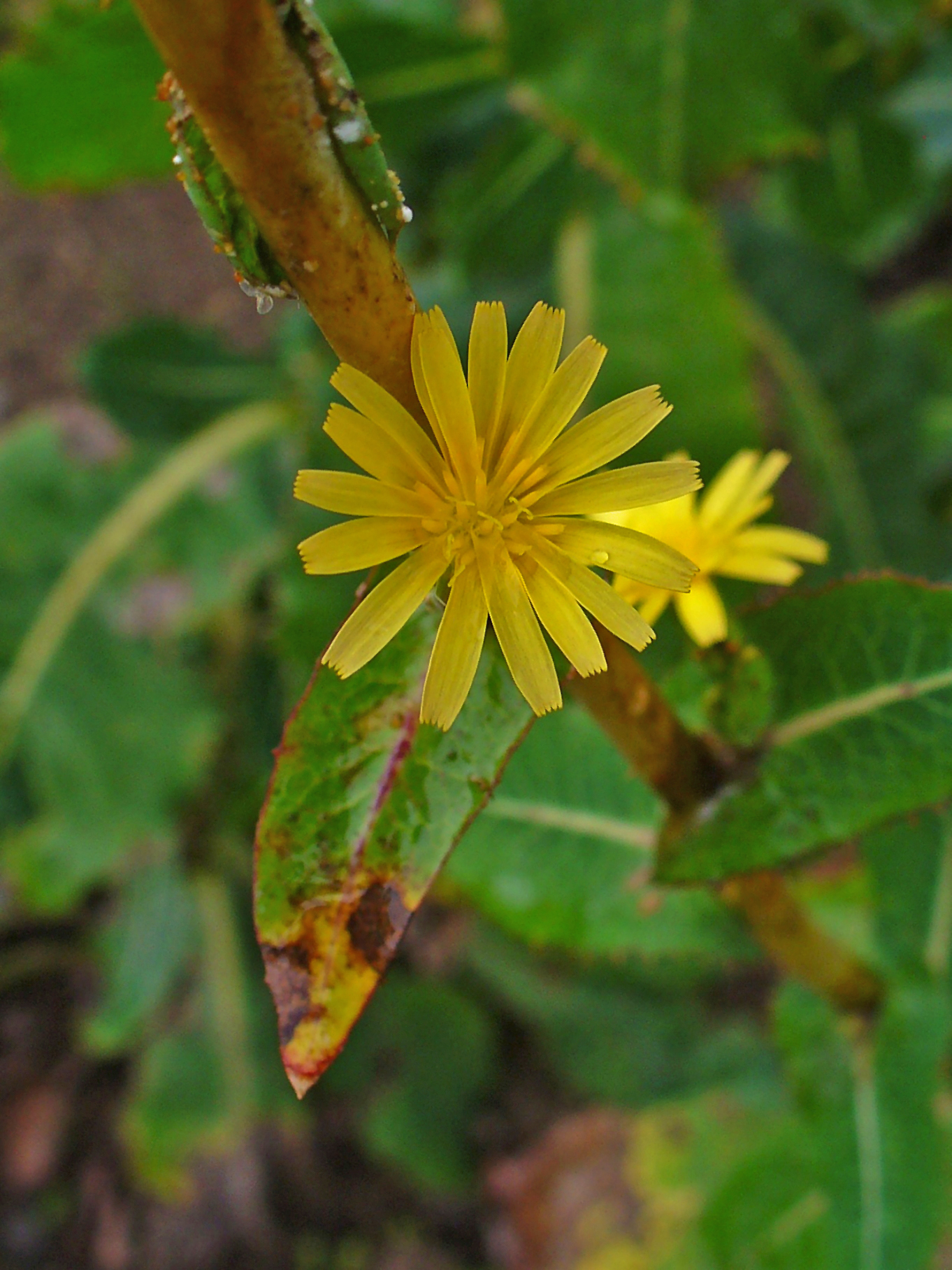
Gift-Lattich (Lactuca virosa)

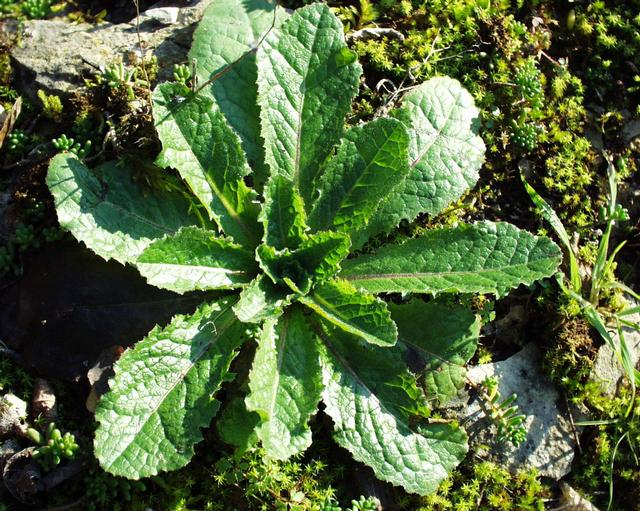
Blattrosette

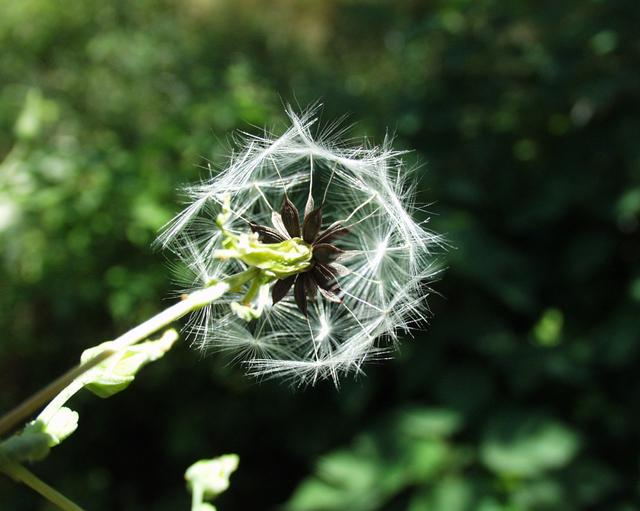
Fruchtstand

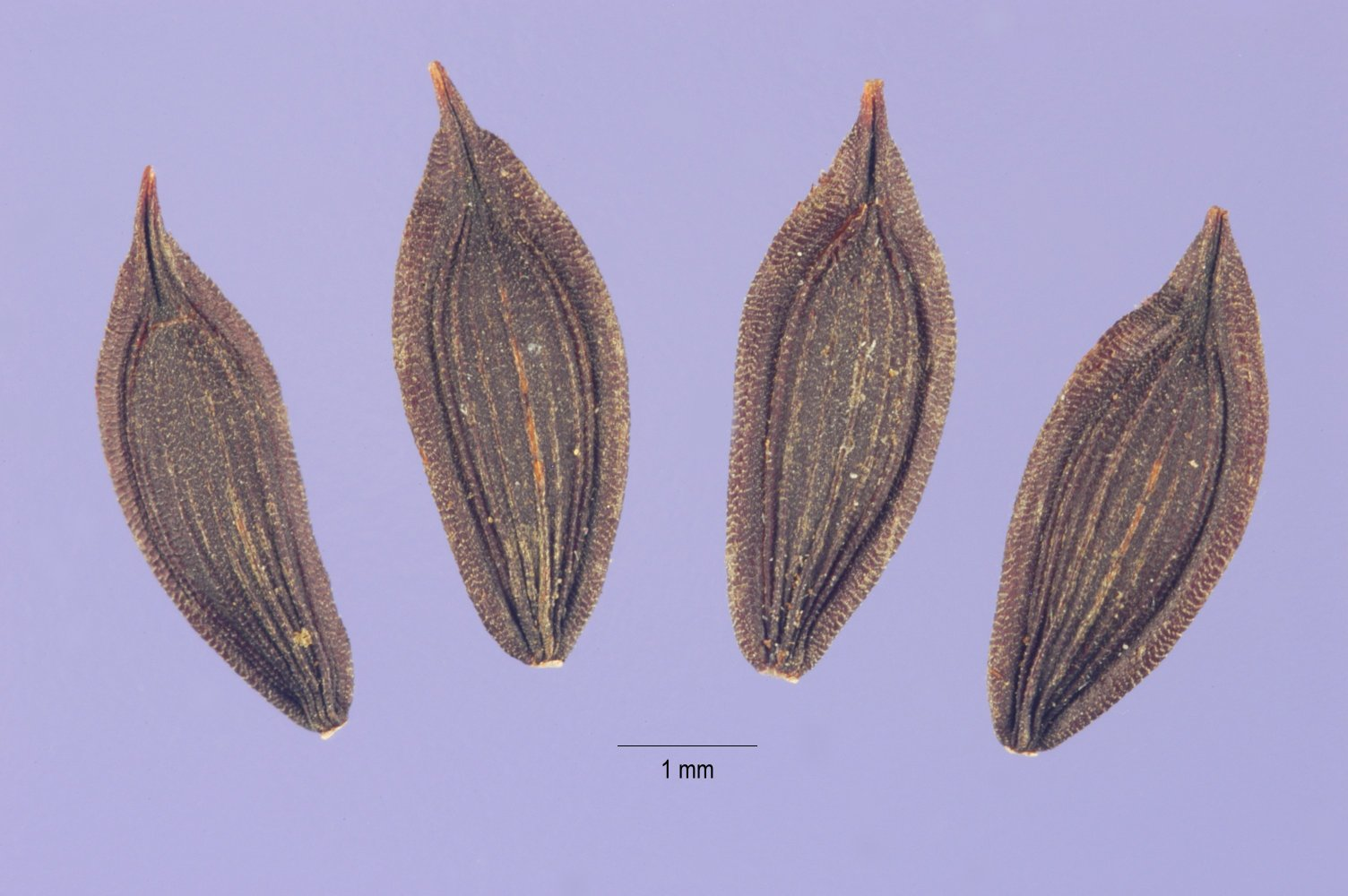
Achänen

### Vegetative Merkmale
Der Gift-Lattich ist eine ein- bis zweijährige, krautige Pflanze, die meist Wuchshöhen von 60 bis 120, selten bis 200 Zentimetern erreicht. Die Wurzeln sind spindelförmig, verzweigt und riechen unangenehm nach Mohn.
Der aufrechte, zylindrische, milchsaftführende Stängel hat eine weißliche und oft rötlich überlaufene Farbe und ist im oberen Bereich rispig verzweigt. Er ist in der unteren Hälfte oder etwas höher hinauf beblättert. Zunächst bildet er eine grundständige Blattrosette, die einen Durchmesser von über 30 Zentimetern erreichen kann und aus der im Sommer des ersten oder zweiten Jahres ein langer Stängel mit den Blüten wächst. Alle Lactuca-Arten durchleben vor der Blütezeit eine Phase intensiven Höhenwachstums („Schießen“).
Die Laubblätter haben einen bitteren bis scharfen Geschmack, sind blaugrün, waagerecht ausgerichtet und meist ungeteilt, selten etwas buchtig gelappt, eiförmig und an der Unterseite der Mittelrippe stachelborstig. Ihr Rand ist spitz gezähnelt. Die Grundblätter sind am Grund in einen Blattstiel verschmälert, die Stängelblätter sind sitzend mit herzpfeilförmig-stängelumfassendem Grund.
In einem verlängerten pyramidenförmig-rispigen Gesamtblütenstand sind die Rispenäste auf ihrer ganzen Länge mit Blütenkörbchen besetzt. Die eiförmig-zylindrische Hülle ist 10 bis 12 mm lang; die kahlen, am Rand weißlichen, an der Spitze roten Hüllblätter sind dachartig angeordnet. Die hellgelben Zungenblüten überragen die Hülle. Die Bestäubung erfolgt entweder durch Insekten oder über Selbstbestäubung. Wie bei vielen anderen Arten in der Unterfamilie Cichorioideae wandeln sich die Kelchblätter der Blüten schließlich in einen schirmförmigen Pappus.
Die  Achänen sind 3 Millimeter lang, kahl, glatt, schwärzlich, schmal flügelartig berandet und weisen beiderseits fünf Rippen auf. Beim sonst ähnlichen Stachel-Lattich (Lactuca serriola) sind die Achänen an der Spitze kurz borstig behaart.

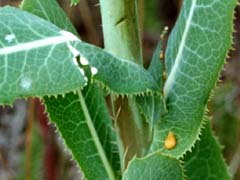
Die Blattrandzähne sind gut sichtbar

Die Chromosomenzahl beträgt 2n = 18.

## Ökologie und Phänologie
Die Blütezeit dauert von Juli bis September.
Nach Verteilung der Samen stirbt das Pflanzenexemplar. Der Pappus ermöglicht es, dass die daran hängenden Achänen als Schirmflieger mit dem Wind (Meteorochorie) oder am Fell von Tieren hängend (Zoochorie) verteilt werden.

### Verwechslungen mit anderen Pflanzenarten
Eine „Verwechslungsgefahr“ besteht mit der Gemüse-Gänsedistel, deren Blätter aber keine Stacheln haben; mit der Wilden Karde, die aber blassviolette Blüten aufweist und deren gegenständige Blätter an der Unterseite nicht nur entlang der Mittelader stachelig sind; und mit anderen Latticharten, insbesondere dem Stachel-Lattich, der normalerweise an den viel stärker eingeschnittenen, streng senkrecht gestellten Laubblättern leicht zu erkennen ist. Pflanzenexemplare mit mäßig verdrehten, mehr oder weniger ungeteilten Laubblättern sind am sichersten an den Früchten zu identifizieren, die beim Stachel-Lattich borstig-gezähnt sind.

## Vorkommen
Der Gift-Lattich kommt in Deutschland nicht überall vor; hauptsächlich ist er an der Mosel, wo er an Weinbergen angebaut wurde, im Rheinland und am Main anzutreffen. Ein gehäuftes Vorkommen gibt es noch in Sachsen-Anhalt. Als wärmeliebende Pflanze vom Mittelmeerraum wächst er in trockenen, nährstoffreichen Stauden- und ausdauernden Unkrautfluren in Süd-, Mittel-, Westeuropa, aber auch in Osteuropa noch bis Ungarn und Polen, ebenso in Nordafrika bis Westasien. In den USA ist er in wenigen Bundesstaaten eingeschleppt. Er steigt in Tirol bis zu einer Höhenlage von 700 Metern, im Kanton Wallis bis 1560 Metern auf.
Nach Ellenberg ist der Gift-Lattich eine Halblichtpflanze, die Wärme bis Extremwärme, Seeklima, Trockenheit bis Frische, Schwachbasen und Stickstoffreichtum anzeigt. Salz oder Schwermetalle werden nicht vertragen. Nach Oberdorfer gedeiht er in Gesellschaften des Verbands Alliarion, aber auch denen der Klasse Thlaspietea rotundifolii.
Die ökologischen Zeigerwerte nach Landolt et al. 2010 sind in der Schweiz: Feuchtezahl F = 2+ (frisch), Lichtzahl L = 3 (halbschattig), Reaktionszahl R = 3 (schwach sauer bis neutral), Temperaturzahl T = 4+ (warm-kollin), Nährstoffzahl N = 4 (nährstoffreich), Kontinentalitätszahl K = 4 (subkontinental).

## Systematik
Der wissenschaftliche Name Lactuca virosa wurde 1753 von Carl von Linné in Species Plantarum Tomus II, S. 795 erstveröffentlicht.
Je nach Autor gibt es einige Unterarten:
- Lactuca virosa subsp. cornigera (Pau & Font Quer) Emb. & Maire: Sie kommt nur in Marokko vor.[7]
- Lactuca virosa subsp. livida (Boiss. & Reut.) Ladero & A. Velasco: Sie kommt nur in Spanien vor.[7]
- Lactuca virosa subsp. virosa: Sie kommt ursprünglich in Marokko, Algerien, auf Madeira, in Portugal, Spanien, Frankreich, Italien, Belgien, in den Niederlanden, Deutschland, Österreich, in der Schweiz, Slowenien, Mazedonien, Griechenland und in Rumänien vor.[8] In Kroatien, in den südlichen Vereinigten Staaten, in Australien und in Neuseeland ist sie ein Neophyt.[8]

## Verwendung

### Geschichte
Gift-Lattich wurde seit dem Altertum als Heilpflanze verwendet. Zunächst im Mittelmeerraum, später auch in anderen Regionen, war seine angeblich beruhigende, harntreibende Wirkung geschätzt. Hippokrates beispielsweise schrieb 430 v. Chr. über die unterschiedlichen Vorzüge des wilden Lattichs und des Kopfsalats. Der römische landwirtschaftliche Schriftsteller Columella beschrieb im 1. Jahrhundert n. Chr. vier Lattich-/Salatsorten, und Plinius der Ältere wenige Jahrzehnte nach ihm deren neun. Kaiser Augustus soll für seine Genesung von schwerer Krankheit den Gift-Lattich verantwortlich gemacht haben und so beeindruckt gewesen sein, dass er zu Ehren seines Leibarztes Antonius Musa eine Statue errichten ließ. Vermutlich mit der Ausweitung des römischen Reiches verbreiteten sich dann die Lattichpflanzen auch in anderen Teilen Europas.
Gegen Ende des 18. Jahrhunderts sollen immer mehr Ärzte den getrockneten Milchsaft des Gift-Lattichs (das Lactucarium) als Opiumersatz verwendet haben. Um 1847 wurde die Pflanze im Moselgebiet großflächig angebaut, und das gewonnene Lactucarium von Zell über England in die USA verschifft. Auch in anderen europäischen Ländern gab es zu dieser Zeit einen Anstieg des Anbaus von Giftlattich.
Bis zum Ende des 19. Jahrhunderts waren Gift-Lattich-Zubereitungen in Deutschland offizinell, das heißt im Deutschen Arzneibuch (DAB) aufgenommen. Noch 1911 wurden Zubereitungen im British Pharmaceutical Codex beschrieben. Möglicherweise wegen der mühsamen Ernte wurde es schließlich durch Opium aus Asien ersetzt.
Eine überraschende Wiederentdeckung feierte die Pflanze in den 1970er-Jahren, als ihre Wirkung in Hippiekreisen der USA bekannt wurde. Eine deutsche Firma entwickelte daraufhin ein Präparat auf Basis von Lactucarium und brachte die Droge werbewirksam auf den Markt. Da die Zubereitung aber nicht optimal war und nur schwach wirkte, beruhigte sich das Thema in der Öffentlichkeit sehr schnell wieder.

### Inhaltsstoffe
Von den bei der Gattung Lattiche angegebenen Inhaltsstoffen weist der Gift-Lattich besonders viel an Bitterstoffen auf. Die allgemeinen Ernährungswerte der Lattich-Blätter für den Menschen lauten: 1 bis 2 % Kohlenhydrate, 1 bis 2 % Proteine und 0,25 % Fett. Der Rest besteht vorwiegend aus Wasser und unverdaulichen Ballaststoffen.
Die getrockneten Blätter und besonders das Lactucarium müssen als stark giftig eingestuft werden. Eine Einnahme von wesentlich mehr als einem Gramm Lactucarium ruft zuerst Kopfschmerz, Schweißausbrüche und Schwindel hervor. Laut Hager sind beim „bestimmungsgemäßen Gebrauch jedoch praktisch nie ernstzunehmende Vergiftungen“ aufgetreten. Bei Tieren, insbesondere bei kleineren Säugern, stellt der Gift-Lattich eine Gefahr dar und kann zum Tod infolge von Herzstillstand führen. Die letale Dosis liegt bei Mäusen bei 0,5 bis 0,6 g an Sesquiterpenlactonen pro kg Körpergewicht.

Lactusid A

Es ist nicht genau bekannt, welche der Inhaltsstoffe für die in der Vergangenheit behaupteten medizinischen Wirkungen der Pflanze verantwortlich sind. Eine frühe Untersuchung der staatlichen US-amerikanischen Apotheken fand nur eine höchstens schwach beruhigende Wirkung. Im Hager werden neuere Laborstudien zitiert, aus denen nicht nur eine Wirkung im Mausversuch hervorgeht, sondern auch, dass es sich bei dem wirksamen Stoff um einen der wasserlöslichen Bestandteile, nicht jedoch um Lactucin, Lactucopikrin oder Jacquinelin handelt. Als wirksam erwies sich auch eine Glykosidfraktion mit dem Hauptbestandteil Lactusid A. Für eine vergleichende oder überhaupt abschließende Beurteilung sollen die Angaben in den zitierten Arbeiten jedoch zu ungenau gewesen sein.
Pharmakologisch als wirksam nachgewiesene Substanzen, die auch für die Giftwirkung verantwortlich sind, gehören zur Wirkstoffklasse der Sesquiterpen-Lactone. Aus dem Giftlattich und verwandten Arten der Gattungen Lactuca wurden die Substanzen Lactucin, Lactucopicrin und 11β,13 Dihydrolactucin gewonnen. Im Tierversuch wurden sie an Mäusen als Schmerzmittel getestet und ihre Wirksamkeit bestätigt.

### Nutzung
Vom Gift-Lattich wurde bis ins 19. Jahrhundert der getrocknete Milchsaft, als Lactucarium bezeichnet, verwendet. Aus den Blättern wurde Tee zubereitet, das Lactucarium direkt eingenommen. In beiden Fällen wird von einer beruhigenden, schmerzstillenden, einschlaffördernden Wirkung berichtet. Auch gegen Hustenreiz und als Diuretikum wurde es eingesetzt. Möglicherweise gehen alle spontanen Vorkommen in Deutschland auf solche verwilderten Arzneipflanzen zurück.

### Kultivierung
Die Aussaat des Gift-Lattichs erfolgt ab März im Abstand von 30 bis 40 Zentimetern, bevorzugt an einem steinigen und sonnigen Standort ohne stehende Nässe. Die Ernte beginnt mit der Blütezeit und dauert bis zu deren Ende. Das ganze Kraut über der Erde wird genutzt, entweder die Blätter getrocknet als Tee oder gepresst oder die Pflanzenteile angeschnitten als Milchsaft.